# Fefe Dobson

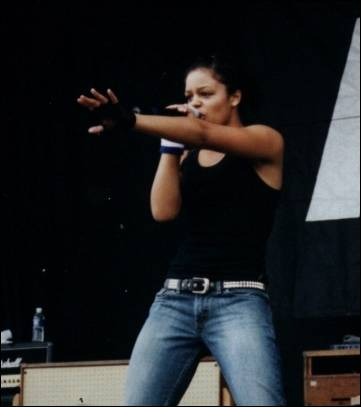
Fefe în concert

Felicia Lynn "Fefe" Dobson (n. pe data de 28 februarie 1985) este o cântăreață de origine canadiană. Ea și-a început cariera în muzică în anul 2003 iar stilurile muzicale adoptate de către ea sunt pop-ul rock-ul și punk-ul.Ea este prietenă cu Rihanna.
1. ↑  „Fefe Dobson”, Internet Movie Database, accesat în 17 octombrie 2015
2. ↑  „Fefe Dobson”, Freebase Data Dumps[*] Verificați valoarea |titlelink= (ajutor)